# Карлуки
Карлуки (англ.qarluq; кит. гелолу; ар. ал-харлух) е номадско племе, изтласкано от уйгурите към средата на 7 век в Средна Азия. В превод от тюркски името им означава „снежни“ или „сняг“. През 766 г. карлуките заемат първенствуващо положение сред средноазиатските номадски племена и подготвят създаването на Караханидския каганат в края на 10 век.
Около 744 г. след завладяването на тези територии от Китай, карлуките имат статут на васална държава по отношение на китайската династия Тан и, намирайки се в зоната на влияние на китайската империя, воюват активно срещу мюсюлманската инвазия в района. Това продължава до 751 г., когато в хода на войната на Китай с арабите, китайската армия претърпява сериозно поражение в днешен Киргистан (в битката при Талас/Тараз) и е изтласкана от Централна Азия. Скоро след това карлуките приемат исляма.
Към 900 г. караханидите, които произлизат от карлуките, завладяват обширна територия, простираща се до северните части на днешен Иран, и формират Караханидския каганат. Тези земи остават под техен контрол до 1206 г., когато стават васали на монголите, а от 1221 г. са окончателно завладени от Монголската империя.